# Telipogon tayacajaensis
Telipogon tayacajaensis är en orkidéart som beskrevs av David Edward Bennett och Eric Alston Christenson. Telipogon tayacajaensis ingår i släktet Telipogon och familjen orkidéer.
Artens utbredningsområde är Peru. Inga underarter finns listade i Catalogue of Life.